# Beginnings
Beginnings är ett slags samlingsalbum av The Allman Brothers Band och släpptes 1973. Skivan innehåller sammanlagda låtar från deras två första album: The Allman Brothers Band (1969) och Idlewild South (1970). Skivan gav bandet och de två albumen mera uppmärksamhet och popularitet än vad de fått tidigare.

## Låtlista
Alla låtar utan angiven upphovsman är skrivna av Gregg Allman.
1. "Don't Want You No More" (Spencer Davis/Eddie Hardin) – 2:29
2. "It's Not My Cross to Bear" – 4:48
3. "Black Hearted Woman" – 5:20
4. "Trouble No More" (Muddy Waters) – 3:47
5. "Every Hungry Woman" – 4:16
6. "Dreams" – 7:19
7. "Whipping Post" – 5:19
8. "Revival" (Dickey Betts) – 4:05
9. "Don't Keep Me Wonderin'" – 3:31
10. "Midnight Rider" – 2:59
11. "In Memory of Elizabeth Reed" (Dickey Betts) – 6:56
12. "Hoochie Coochie Man" (Willie Dixon) – 4:57
13. "Please Call Home" – 4:02
14. "Leave My Blues at Home" – 4:17

## Medverkande
- Duane Allman - gitarr
- Gregg Allman - ledande sång, orgel, piano
- Dickey Betts - gitarr
- Berry Oakley - basgitarr, ledande sång på "Hoochie Coochie Man"
- Butch Trucks - trummor, slagverk
- Jai Johnny Johanson - trummor, congas, slagverk
- Thom Doucette - munspel, tamburin, slagverk